# Heteropsis masoura
Heteropsis masoura is een vlinder uit de familie van de Nymphalidae, uit de onderfamilie van de Satyrinae. De wetenschappelijke naam van deze soort is voor het eerst voorgesteld als Melanitis masoura door William Chapman Hewitson in een publicatie uit 1875.
De soort komt voor op Madagaskar.